# Dmitrij Mereżkowski
Dmitrij Siergiejewicz Mierieżkowski (ur. 14 sierpnia 1865 w Petersburgu, zm. 9 grudnia 1941 w Paryżu) – rosyjski pisarz, poeta, krytyk literacki, historyk, filozof i tłumacz epoki tzw. srebrnego wieku literatury rosyjskiej, jeden z twórców rosyjskiego symbolizmu. Brat Konstantego Mereżkowskiego i mąż poetki Zinaidy Gippius, twórczyni ekskluzywnego salonu w Sankt Petersburgu.
Mereżkowski był synem wysokiego urzędnika carskiego. Ukończył studia na wydziale historyczno-filologicznym Uniwersytetu w Petersburgu. Zadebiutował w wieku 15 lat kilkoma krótkimi wierszami. Pierwszy zbiór wierszy opublikował w 1888 roku, zaś drugi, zatytułowany Symbole, w 1892 roku. W 1896 roku jego nazwisko pojawiło się w „Encyklopedycznym słowniku” Brockhausa & Efrona, gdzie został nazwany „znanym poetą”. W 1900 roku wraz z M. Mińskim, Z. Gippius, Wasilijem Rozanowem założył Stowarzyszenie Religijno-Filozoficzne. Był również jednym z ideologów rosyjskiej partii kadetów.
W trakcie rewolucji 1905 roku zaangażował się po stronie rewolucjonistów, przez co spotkały go carskie szykany i w rezultacie musiał wyemigrować do Paryża. W roku 1906 opublikował zbiór artykułów pt. „Nadchodzący cham” („Грядущий хам”), w których ukazywał niebezpieczeństwa zagrażające cywilizacji. Po rewolucji bolszewickiej znów musiał ratować się ucieczką – wpierw do Polski, a następnie do Paryża, gdzie zaczął prowadzić ostrą działalność antybolszewicką, za co jego dzieła zostały zakazane i wycofane z obiegu. Był nominowany do literackiej nagrody Nobla, jednak jej nie otrzymał. W Rosji został zrehabilitowany dopiero po 1990 r.

## Twórczość
Mierieżkowski był twórcą powieści historycznych, opowiadających dzieje m.in. Juliana Apostaty (1894), Leonarda da Vinci (1896), carewicza Aleksego i Piotra Wielkiego (1902), carów: Pawła I (1908), oraz Aleksandra I, a także powieści o dekabrystach (1918).
Swoje przemyślenia na temat filozofii historii zawarł w pracach: Chrystus i Antychryst (1895–1905), oraz Królestwo Antychrysta (1922). Był również znanym badaczem twórczości Lwa Tołstoja i Fiodora Dostojewskiego.